# St-Mammès (Dannemois)

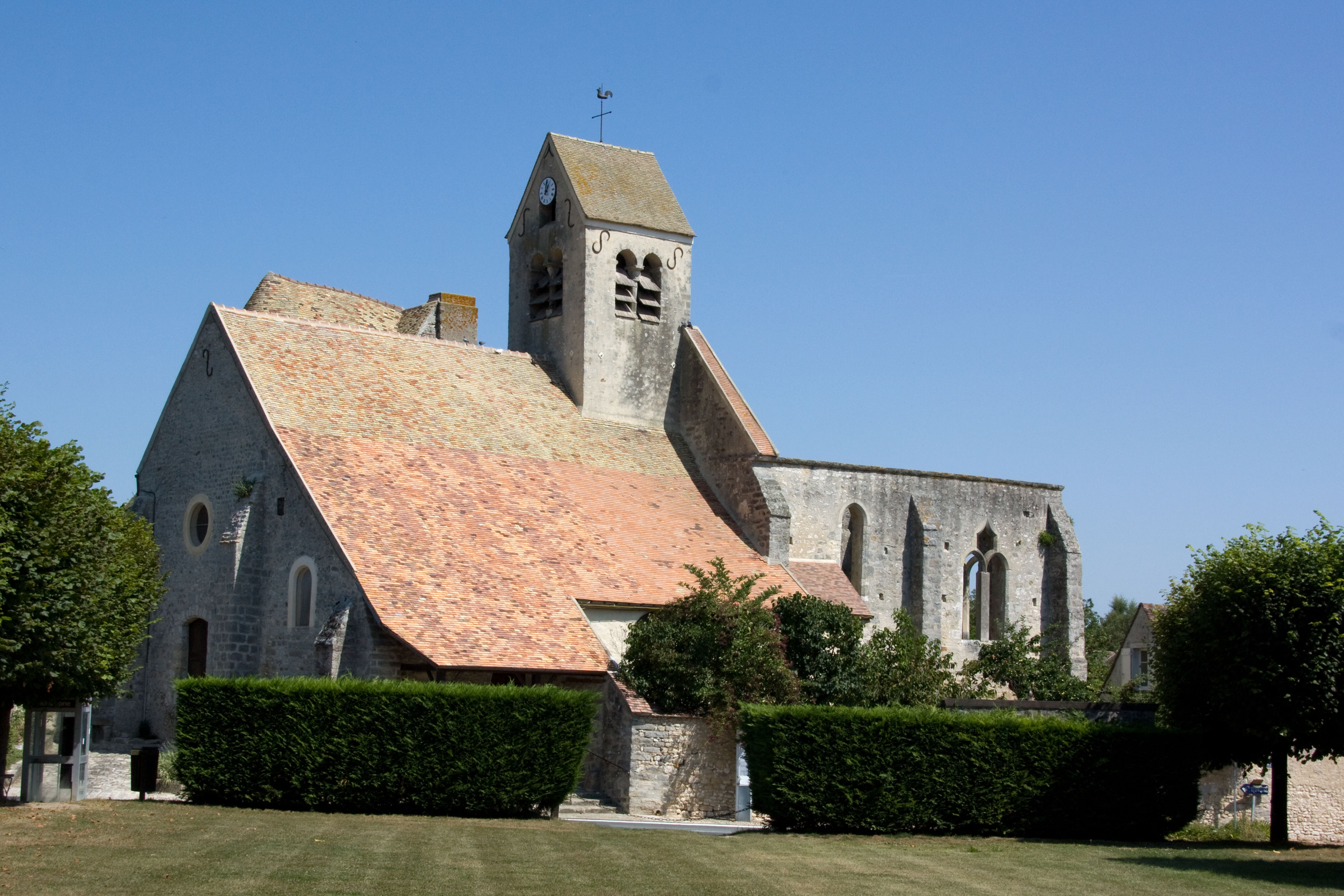
Kirche St-Mammès in Dannemois

Die Pfarrkirche St-Mammès in Dannemois, einer französischen Gemeinde im Département Essonne in der Region Île-de-France, wurde ursprünglich vom 11. bis 13. Jahrhundert errichtet. Die dem heiligen Mamas geweihte Kirche an der Rue des Francs-Tireurs wurde 1926 als Monument historique in die Liste der Baudenkmäler in Frankreich aufgenommen.
Aus dem 11. Jahrhundert ist das eingewölbte Kirchenschiff erhalten. Der gotische Chor aus dem 13./14. Jahrhundert ist nur noch als Ruine erhalten. Er wurde 1900 bei einem Erdrutsch zerstört.
Der rechteckige Glockenturm mit romanischen Zwillingsfenstern wird von einem Satteldach gedeckt.

## Ausstattung
Von der Ausstattung ist nur der Taufstein aus dem 14./15. Jahrhundert erwähnenswert.